# Fabrizio Gollin
Pour les articles homonymes, voir Gollin.
Fabrizio Gollin, né le 28 mars 1975 à Camposampiero, dans la province de Padoue en Vénétie, est un pilote automobile italien.

## Carrière automobile
- 1994 : Championnat d'Italie de Formule 3, 21e
- 1996 : Formule 3000, 13e
- 1997 : Formule 3000, non classé
- 1998 : Formule 3000, non classé
- 1999 : Formule 3000, non classé
- 2000 : Formule 3000, 10e
- 2001 : Formule 3000, 19e
- 2002 : FIA GT, 9e
- 2003 : FIA GT, 3e
- 2004 : FIA GT, champion, et Mil Milhas Brasil
- 2005 : Grand-Am, 11e
  - Le Mans Series GT1, 9e
  - 24 heures du Mans GT1, abandon
- 2006 : FIA GT, 13e
  - 24 heures du Mans GT1, abandon
- 2007 : Le Mans Series GT1, 4e
  - FIA GT, 10e
  - 24 heures du Mans GT1, 3e
  - 24 heures du Nürburgring, 3e